# بين الأفعال (رواية)
بين أعمال الرسل هي الرّواية الأخيرة للكاتبة فرجينيا وولف. تمّ نشره بعد وقت قصير من وفاتها عام 1941. على الرّغم من أنّ المخطوطة كانت قد اكتملت، إلا أنّ وولف لم تقم بعد بالمراجعات النّهائية.
يصف الكتاب تركيب المسرحية وأدائها وجمهورها في مهرجان أقيم في قرية إنجليزية صغيرة، قبل اندلاع الحرب العالمية الثانية مباشرة. نظرًا لأن المسرحية موجودة داخل القصة، فإن معظم الرواية مكتوبة شعرًا، وبالتالي فهي واحدة من أكثر أعمال وولف غنائيّة. بسبب تركيزه على الأداء المسرحيّ، تمّت مناقشته باعتباره خيالًا مسرحيًا، وهو ما يشرحه جراهام وولف بأنّه "يشير إلى الرّوايات والقصص الّتي تتعامل بطرق ملموسة ومستدامة مع المسرح كممارسة فنيّة وصناعة".

## الحبكة
تدور أحداث القصة في منزل ريفي في مكان ما في إنجلترا، قبل الحرب العالمية الثانية مباشرة، على مدار يوم واحد. إنّه اليوم الذي سيتمّ فيه إجراء المسابقة السّنوية على أرض المنزل. تعد المسابقة تقليديًّا احتفالًا بالتّاريخ الإنجليزي، ويحضرها المجتمع المحليّ بأكمله.
مالك المنزل هو بارثولوميو أوليفر، وهو أرمل وضابط متقاعد بالجيش الهندي. أخته لوسي سويثين، الّتي تعيش أيضًا في المنزل، غريبة الأطوار بعض الشّيء ولكنها لطيفة. بارثولوميو لديه ابن، جايلز، الّذي لديه وظيفة في لندن وهو مضطرب ومحبط. لدى جايلز طفلان من زوجته عيسى الّتي فقدت الاهتمام به. ينجذب عيسى إلى المزارع المحليّ روبرت هينز، على الرّغم من أنّ العلاقة لا تتجاوز مجرّد التّواصل البصري. السّيدة مانريسا وصديقتها ويليام دودج يصلان ويقيمان في المسابقة. تمّت كتابة المسابقة بواسطة الآنسة لا تروب، وهي عانس غريبة ومستبدّة.
يتخلل اليوم الأحداث التي سبقت المسابقة. تهتمّ لوسي بإعداد الاستعدادات للزّينة والطّعام. يخيف بارثولوميو حفيده بالقفز عليه من خلف إحدى الصّحف ثمّ يصفه بالجبان عندما يبكي. السّيدة مانريسا تغازل بارثولوميو وجايلز بشكل استفزازيّ. ويليام دودج، الّذي يفترض الآخرون أنه مثليّ الجنس، هو موضوع أفكار معادية للمثليين من قبل العديد من الآخرين ولكنّه ودود مع لوسي.
تقام المسابقة في المساء، وتتكون من ثلاثة أجزاء رئيسيّة مقسّمة إلى فترات استراحة، يتفاعل خلالها الجمهور مع بعضهم البعض. بعد مقدمة لطفل يمثل إنجلترا، المشهد الأوّل عبارة عن مشهد شكسبيري مع حوار رومانسيّ. المشهد الثّاني عبارة عن محاكاة ساخرة لكوميديا التّرميم، والمشهد الثالث عبارة عن بانوراما للانتصار الفيكتوري تقوم على شرطيّ يوجه حركة المرور في هايد بارك. المشهد الأخير بعنوان "أنفسنا"، وعند هذه النّقطة صدمت الآنسة (لا تروب) الجمهور من خلال جعل الممثّلين يديرون المرايا عليهم.
عندما تنتهي المسابقة وتفرق الجمهور، تتراجع الآنسة (لا تروب) إلى حانة القرية، وتفكر في ما تعتبره فشل المسابقة، وتبدأ في التّخطيط لدراماها التّالية. مع حلول الظّلام، وتغطية المنزل الرّيفي، يُترك جايلز وعيسى بمفردهما، مما يؤدي للصّراع والمصالحة.

## أسلوب الرواية
تلخص الرواية وتضخم انشغالات وولف الرئيسية: تحول الحياة من خلال الفن، والازدواجيّة الجنسيّة، والتّأمل في موضوعات تدفّق الزّمن والحياة، والّتي يتم تقديمها في وقت واحد على أنها تآكل وتجديد - كل ذلك في سرد خيالي ورمزي للغاية يشمل تقريبًا كل التاريخ الإنجليزي."  إنها أكثر أعمالها غنائية، ليس فقط من حيث الشعور ولكن من حيث الأسلوب، حيث أنّها مكتوبة بشكل أساسيّ في الشّعر. في حين يمكن فهم عمل وولف على أنّه حوار متّسق مع مجموعة بلومزبري، لا سيما بسبب ميلها (الّذي أبلغه جي إي مور، من بين آخرين) نحو العقلانيّة العقائديّة، إلا أنّه ليس تلخيصًا بسيطًا لمُثُل الزّمرة.

## تاريخ النشر
أكملت وولف روايتها بين أعمال الرسل في نوفمبر 1940  بينما كانت تعيش في بيت الراهبان في ساسكس.  نُشرت سيرتها الذّاتية  في يوليو، وقد شعرت بخيبة أمل من استقبالها. دُمّرت منازل عائلة وولف في لندن في قصف لندن The Blitz في سبتمبر وأكتوبر. أصيبت وولف باكتئاب قبل انتحارها في 28 مارس 1941، ونُشرت الرّواية بعد وفاتها في وقت لاحق من ذلك العام.
في وقت وفاتها، لم تكن وولف قد صحّحت النسخة المطبوعة من الرّواية، واعتبرها عدد من النّقاد غير مكتملة. يحتوي الكتاب على مذكرة كتبها ليونارد وولف، زوج وولف.

## فهرس
- Beja، Morris (1985). Critical essays on Virginia Woolf. Boston, Mass.: G.K. Hall. ISBN:978-0-8161-8753-9.
- Bell، Quentin (1972). Virginia Woolf: A Biography. Harcourt Brace Jovanovich. ISBN:978-0-15-693580-7.
  - Vol. I: Virginia Stephen 1882 to 1912. London: Hogarth Press. 1972
  - Vol. II: Virginia Woolf 1912 to 1941. London: Hogarth Press. 1972.
- Himmelfarb، Gertrude (1 فبراير 1985). "From Clapham to Bloomsbury: a genealogy of morals". Commentary. مؤرشف من الأصل في 2023-04-07. archived version
- Hussey, Mark (2011). “Introduction.” Between the Acts. Cambridge University Press, xxxiv-lxxiv.
- Lee، Hermione (1999) [1996]. Virginia Woolf. Vintage Books. ISBN:978-0-375-70136-8. مؤرشف من الأصل في 2023-11-07.
- Shukla، Bhaskar A. (2007). Feminism : from Mary Wollstonecraft to Betty Friedan. New Delhi: Sarup & Sons. ISBN:978-81-7625-754-1.
- Todd، Pamela (2001). Bloomsbury at Home. Pavilion. ISBN:978-1-86205-428-8. مؤرشف من الأصل في 2023-11-08.
- Wolfe، Graham (2019). Theatre-Fiction in Britain from Henry James to Doris Lessing: Writing in the Wings. Routledge. ISBN:978-1-00-012436-1. مؤرشف من الأصل في 2023-04-27.
- — (2014) [1941]. Between the Acts. هوتون ميفلين هاركورت. ISBN:978-0-544-45178-0. مؤرشف من الأصل في 2023-11-11.
- Woolf، Virginia (2017) [1940]. Roger Fry: A Biography. Musaicum Books. ISBN:978-80-272-3516-2. مؤرشف من الأصل في 2023-11-11.

## روابط خارجية
- Between the Acts at Faded Page (Canada)